# Districten van Belize
Belize is onderverdeeld in zes districten (districts). De districten staan, sinds de post van District Officer is afgeschaft, onder leiding van een aantal overheidsfunctionarissen.

## Overzicht districten van Belize
| Nr.                   | District    | Hoofdstad   | Oppervlakte | Inwoners |
| --------------------- | ----------- | ----------- | ----------- | -------- |
| 1                     | Belize      | Belize City | 4.204 km²   | 95.292   |
| 2                     | Cayo        | Belmopan    | 5.338 km²   | 75.046   |
| 3                     | Corozal     | Corozal     | 1.860 km²   | 41.061   |
| 4                     | Orange Walk | Orange Walk | 4.737 km²   | 45.946   |
| 5                     | Stann Creek | Dangriga    | 2.176 km²   | 34.323   |
| 6                     | Toledo      | Punta Gorda | 4.649 km²   | 30.785   |
| Bron: inwoners (2010) |             |             |             |          |

| Kaart                 |
| --------------------- |
| Districten van Belize |
| Districten van Belize |

## Geschiedenis
Een overzicht van de wijzigingen in de districten van Belize:
- 1955: Het district Northern wordt gesplitst in Corozal en Orange Walk.
- 1960: Een gebied van 854 km² wordt overgeheveld van Toledo naar Cayo.
- 1973: De naam Brits-Honduras wordt veranderd in Belize. Het land wordt in 1981 onafhankelijk.
- 1990: Belmopan vervangt San Ignacio als hoofdstad van Cayo.